# Lambrugo
Lambrugo (lombardul: Lambrugh) település Olaszországban, Lombardia régióban, Como megyében. Lakosainak száma 2506 fő (2023. január 1.). Lambrugo Inverigo, Merone, Nibionno, Lurago d’Erba és Costa Masnaga községekkel határos.

## Népesség
A település lakossága az elmúlt években az alábbi módon változott:
| Lakosok száma | 2522 | 2529 | 2506 |
|               | 2017 | 2018 | 2023 |